# Adam Kopciowski
Adam Kopciowski (ur. 16 października 1974 w Lublinie) – polski historyk specjalizujący się w historii Żydów polskich w XX wieku. Kierownik Zakładu Kultury i Historii Żydów przy Instytucie Kulturoznawstwa Wydziału Humanistycznego Uniwersytetu Marii Curie-Sklodowskiej w Lublinie. Stypendysta United States Holocaust Memorial Museum w Waszyngtonie (2005). członek Komisji Kontrolującej Polskiego Towarzystwa Studiów Żydowskich oraz Rady Państwowego Muzeum na Majdanku. Jest członkiem lubelskiej filii Gminy Wyznaniowej Żydowskiej w Warszawie

## Publikacje
- 2005: Zagłada Żydów w Zamościu, Wydawnictwo UMCS, Lublin 2005.
- 2008: Księgi pamięci gmin żydowskich. Bibliografia/Jewish Memorial Books. A Bibliography, Wydawnictwo UMCS, Lublin 2008.
- 2009: Tam był kiedyś mój dom... Księgi pamięci gmin żydowskich, wybór, opracowanie i przedmowa: Monika Adamczyk-Garbowska, Adam Kopciowski i Andrzej Trzciński, Wydawnictwo UMCS, Lublin 2009.
- 2011: Księga pamięci żydowskiego Lublina, wstęp, wybór i opracowanie: Adam Kopciowski, Wydawnictwo UMCS, Lublin 2011.
- 2015: Wos hert zich in der prowinc? Prasa żydowska Lubelszczyzny i jej największy dziennik „Lubliner Tugblat”, Wydawnictwo UMCS, Lublin 2015.